# Microlipophrys canevae
El blénido de Caneva es la especie Microlipophrys canevae, un pez de la familia de los blénidos.

## Hábitat natural
Se distribuye por la costa este del océano Atlántico, desde Portugal al norte hasta Marruecos al sur, así como por la mayor parte del mar Mediterráneo excepto su costa africana central. Se ha descrito también en Líbano, Israel y Gaza. Es relativamente abundante en todas estas áreas, siendo descrita como la segunda especie más abundante de blénido en las costas de Italia.
Es una especie de mares subtropicales, que vive demersal a poca profundidad, entre 0 y 2 m. Vive en las paredes rocosas escarpadas expuestas, en agujeros hechos por los moluscos y en las grietas.

## Morfología
Con la forma característica de los blénidos y coloración críptica, la longitud máxima descrita es de 7'5 cm.

## Comportamiento
Es omnívoro, se alimenta de invertebrados pequeños, especialmente los crustáceos, aunque también puede alimentarse principalmente de algas.
El macho custodia y cuida los huevos en el agujero en el que depositaron sus óvulos varias hembras.